# Waylon
Willem Bijkerk vagy művésznevén Waylon (Apeldoorn, 1980. április 20. –) holland énekes. Ő képviselte Hollandiát a 2018-as Eurovíziós Dalfesztiválon Lisszabonban. A második elődöntőből hetedikként jutott tovább a döntőbe. A május 12-én megtartott fináléban 121 pontot ért el, így a 18. helyen végzett.

## Zenei karrier
Waylon volt a The Common Linnets együttes tagja , aki Hollandiát képviselte a 2014-es Eurovíziós Dalfesztiválon, a dán fővárosban, Koppenhágában és versenydalukkal, a Calm After the Stormmal a második helyen végeztek.